# Barbara Kamp
Barbara Kamp (5 juli 1961) is een voormalige Nederlandse atlete, die gespecialiseerd was in de lange afstand. Ze werd eenmaal Nederlands kampioene op de 15 km.

## Biografie

### Relatief late start
Kamp liep in 1986 haar eerste wedstrijd. Ze begon dus relatief laat met atletiek, nadat ze daarvoor alleen had getennist. Bij een prestatieloop in Alblasserdam leerde ze Wilma van Onna kennen, die haar vervolgens wegwijs maakte binnen de atletieksport. Nog in datzelfde jaar werd ze verrassend derde op het NK 15 km in Goes.

### Nederlands kampioene
Vervolgens ging het snel. Ze kwam terecht in de nationale wegselectie van bondscoach Wim Verhoorn en wist in de periode 1987-1989 tot driemaal toe als tweede en tevens beste Nederlandse te finishen op de halve marathon van Egmond. Het jaar daarop boekte zij haar grootste succes met het winnen van de Nederlandse titel op de 15 km. Ze won deze wedstrijd in Lisse met een tijd van 53.52. In datzelfde jaar liep ze ook haar persoonlijk record van 2:44.09 bij de marathon van Frankfurt.
Bijzonder was haar prestatie op 25 september 1994 bij de marathon van Amsterdam. Ondanks kramp in haar benen rond het 25 kilometerpunt, kwam ze als eerste vrouw aan op het Museumplein in 2:51.57.

### Blessureperikelen
Achteraf beschouwd vindt Barbara Kamp, dat zij te snel naar de marathon is overgestapt. "In die tijd was het een beetje armoe op de marathon. Carla Beurskens was er natuurlijk, maar achter haar zat een gat. (...) Ik heb veel kilometers gemaakt, dankzij mijn tennisachtergrond kon ik mentaal de harde training aan. Ik was gespierd en sterk, maar hardlopen is een heel andere belasting dan tennis. Tussen 1986 en 1993 liep ik acht stressfracturen op. Ik kon het niet meer opbrengen, elke keer weer gedurende drie maanden twee keer per dag aquajoggen. Uiteindelijk kwam ik bij Lex van Eck van der Sluijs terecht. Bij hem ging ik weer goed lopen. Zo won ik zes jaar lang een medaille op de NK 10.000 meter."

### Terug naar tennis
Toen haar dochter Anouk ging tennissen, ging ze met haar spelen en rolde zij opnieuw de tennissport binnen. "De lol van het wedstrijdlopen was eraf, sneller werd ik immers niet meer." Inmiddels tennist ze alweer heel serieus, traint vijftien tot twintig uur per week en geeft al jaren tennis- en spinningles. Daarnaast runt zij samen met haar man een bureau dat golfgerelateerde evenementen organiseert. Ze loopt bovendien vijf tot zes keer per week en regelt in de regio Rotterdam de trainingslopen voor de marathon van Rotterdam. "Ik volg de loopsport dus nog wel degelijk."
In haar actieve tijd was Barbara Kamp aangesloten bij de Rotterdamse atletiekvereniging PAC.

## Nederlandse kampioenschappen
| Onderdeel | Jaar |
| --------- | ---- |
| 15 km     | 1990 |

## Persoonlijke records
Baan
| Onderdeel | Prestatie | Datum       | Plaats   |
| --------- | --------- | ----------- | -------- |
| 10.000 m  | 34.34,80  | 31 mei 1996 | Den Haag |

Weg
| Onderdeel      | Prestatie | Datum           | Plaats              |
| -------------- | --------- | --------------- | ------------------- |
| 15 km          | 51.23     | 11 maart 1989   | Alphen aan den Rijn |
| 10 Eng. mijl   | 55.51     | 10 oktober 1987 | Amsterdam           |
| halve marathon | 1:13.54   | 1 april 1989    | Den Haag            |
| marathon       | 2:44.09   | 28 oktober 1990 | Frankfurt           |

## Palmares

### 5000 m
- 1996: 7e NK - 16.49,46
- 2001: 8e NK - 17.08,37

### 10.000 m
- 1990: 4e NK - 35.00,89
- 1996:  NK - 34.34,80
- 1997:  NK - 35.03,26
- 1998:  NK - 34.29,24
- 1999:  NK - 34.55,38
- 2000:  NK - 34.42,17
- 2001:  NK - 34.46,15
- 2002: 7e NK - 35.24,89

### 10 km
- 1998: 6e Stadsloop Appingedam - 36.13
- 2000:  Zwitserloot Dak Run - 34.29
- 2000: 18e Tilburg Ten Miles - 35.38 (1e V35)

### 15 km
- 1989:  Bruggenloop - ?
- 1990:  NK - 53.52
- 1993: 13e 20 van Alphen - 56.25
- 1998: 12e Zevenheuvelenloop - 55.00
- 1999: 9e Zevenheuvelenloop - 54.33
- 2000: 14e Zevenheuvelenloop - 54.27
- 2002: 7e Haagse Beemden Loop - 55.11

### 10 Eng. mijl
- 1988: 6e Dam tot Damloop - 58.44
- 1990: 11e Dam tot Damloop - 58.35
- 1994: 8e Telematicaloop in Heerlen - 59.27
- 1994: 6e FIT Ten Miles in Den Haag - 57.00

### 20 km
- 1989:  Zilveren Molenloop - 1:13.40

### halve marathon
- 1987:  halve marathon van Egmond - 1:21.28
- 1987: 14e City-Pier-City Loop - 1:16.37
- 1988:  halve marathon van Egmond - 1:15.17
- 1988:  City-Pier-City Loop - 1:15.19
- 1988:  Trosloop - 1:17.54
- 1989:  halve marathon van Egmond - 1:18.18
- 1989:  City-Pier-City Loop - 1:13.54
- 1992:  Trosloop - 1:17.50
- 1993: 11e City-Pier-City Loop - 1:19.26
- 1995: 13e City-Pier-City Loop - 1:16.58
- 1995: 8e NK in Amersfoort - 1:16.47
- 2000: 10e halve marathon van Egmond - 1:19.53
- 2000: 16e Dam tot Damloop - 1:19.55
- 2000: 5e NK in Den Haag - 1:16.38 (17e overall)
- 2001: 13e City-Pier-City Loop - 1:17.59
- 2001: 6e NK in Utrecht - 1:19.23
- 2001:  halve marathon van Monster - 1:22.49
- 2002:  halve marathon van Monster - 1:23.06
- 2002:  Trosloop - 1:21.02

### marathon
- 1990: 8e marathon van Frankfurt - 2:44.09
- 1991: 5e marathon van Frankfurt - 2:44.35
- 1993: 4e NK in Rotterdam - 2:48.58 (10e overall)
- 1994:  marathon van Amsterdam - 2:51.57
- 1996: 8e NK in Rotterdam - 2:58.40 (>=18e overall)
- 1997:  marathon van Enschede - 2:56.32
- 2001: 5e NK in Rotterdam - 2:47.24 (20e overall)
- 2004: 23e marathon van Rotterdam - 2:59.11,0

### overige afstanden
- 2000:  Asselronde - 1:45.07

### veldlopen
- 1988: 7e NK in Landgraaf - 19.29
- 1989: 5e NK in Landgraaf - 18.38